# Ettbladstryck

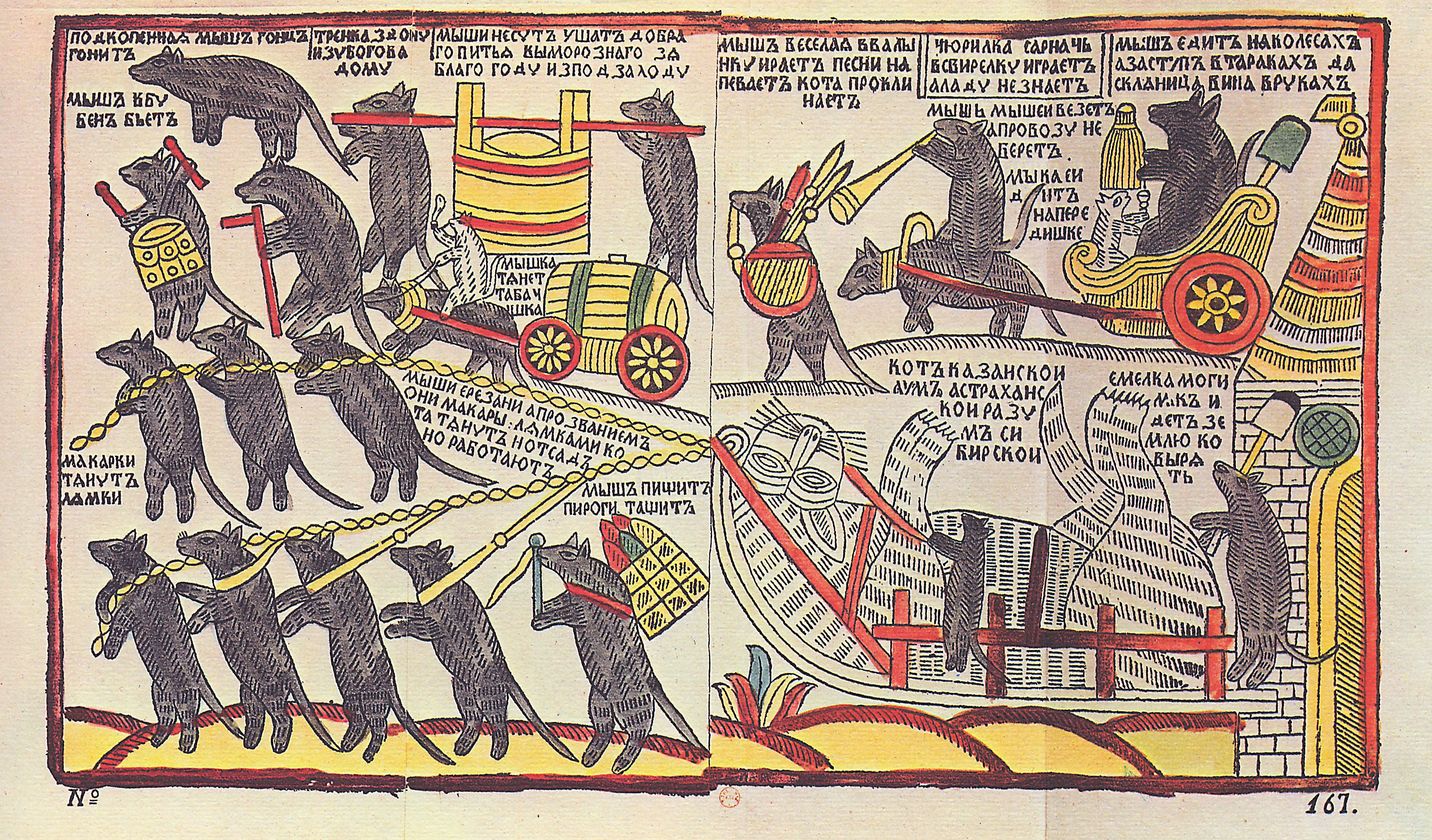
Ett ryskt ettbladstryck, ett så kallat lubok, från 1700-talet.

Ettbladstryck, eller enbladstryck är tryckalster som består av ett enda blad med tryckt text och/eller bild på ena sidan  med ett innehåll som utgör ett för sig avslutat helt. Begreppet används främst om tryck från perioden 1400- till 1800-talet. Bland de tidigaste spridda ettbladstrycken var 1400-talets avlatsbrev.

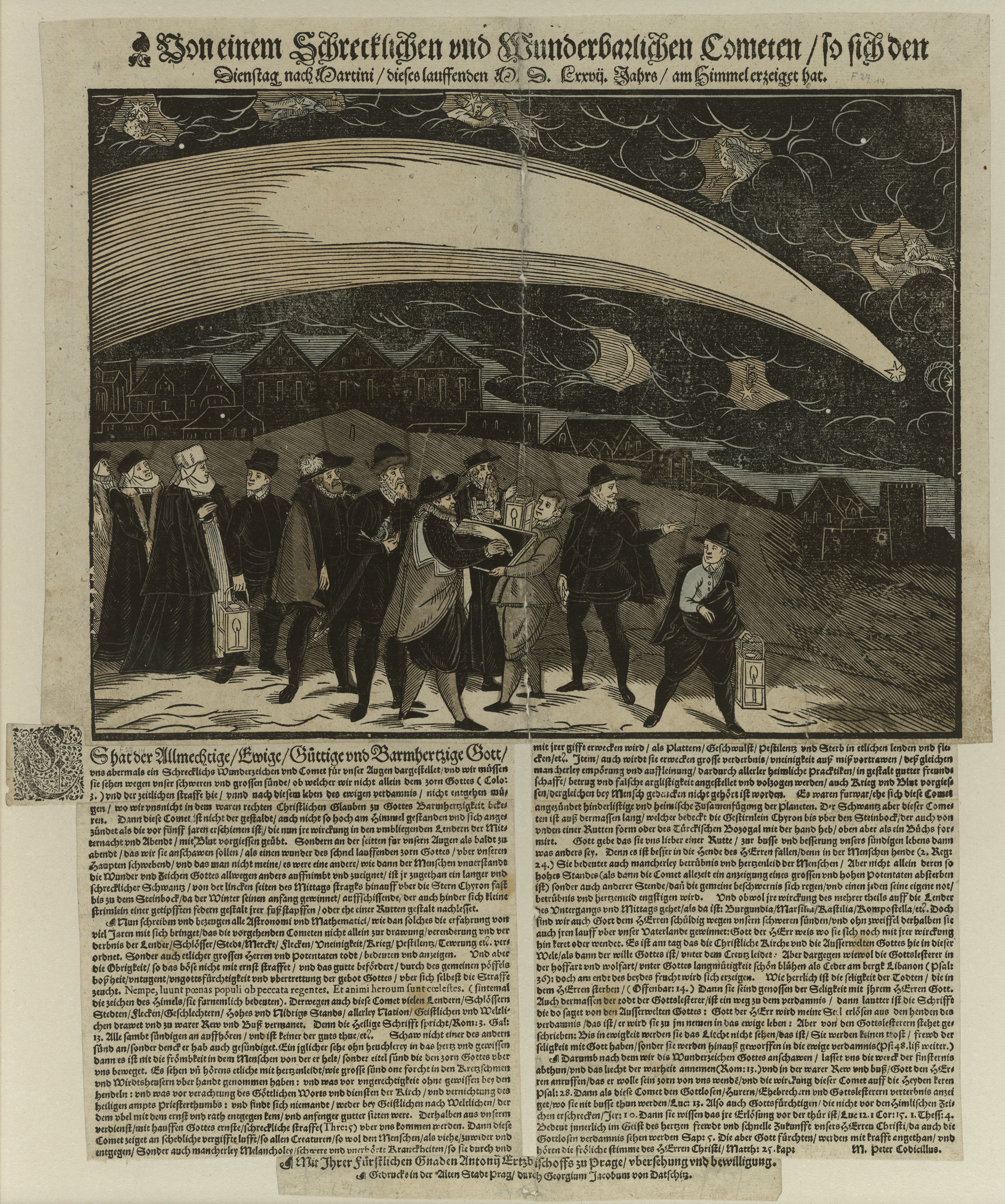
"Den stora kometen över Prag, 1577".

Primitiva tryckmetoder lade i början hinder i vägen för att förse även baksidan med tryck, men även sedan Johannes Gutenberg genom tryckpressens införande förbättrat trycktekniken och möjliggjort tryckning av ett arks bägge sidor, fortsatte man att utföra ettbladstryck. Kring år 1500 producerades bland kalendarier, bullor, avlatsbrev, kungörelser, förteckningar, så kallade "pestblad" som innehöll helgonbilder med böner mot pesten, bokannonser med mera som ettbladstryck. Även under den följande tiden fortsatte man att använda ettbladstryck för anslag, tillkännagivanden, disputationer som till exempel Luthers berömda "teser" i Wittenberg, flygblad och bildframställningar av flera slag - mest religiösa.
Med träsnittets utveckling, och senare uppfinnandet av kopparsticket, ökade produktionen av illustrerade ettbladstryck. Under 30-åriga kriget trycktes en mängd illustrerade ettbladstryck som ofta i allegorisk form speglade krigshändelser och fungerade som propaganda. 
I Sverige under 1700- och 1850-talen var kistebreven en populär och vida spridd form av ettbladstryck bland allmogen. Dessa var enkelt utförda och billiga som massproducerades för att köpas av allmogen som dekoration och var ämnade att fungera i folkbildnings-, propaganda- och underhållningssyfte. I Ryssland kallades liknande illustrerade tryck som såldes till allmogen för lubok. 
Äldre tiders förordningar trycktes i vissa fall upp som ettbladstryck för att sättas upp på allmänna platser där de kunde läsas av alla och blev ett av de första massmedierna. Även under senare tider används ettbladstryck för bland annat anslag, förordningar, flygblad, affischer och cirkulär.